# Asilulu jezik
Asilulu jezik (ISO 639-3: asl), jedan od dva jezika istoimene podskupine, šire centralnomolučke skupine, kojim na Molucima u Indoneziji govori 8 760 (1987 SIL) ljudi, pripadnika istoimenog ribarskog naroda (Asilulu), u nekoliko sela na sjeverozapadu otoka Ambon i na otoku Ceram (Seram) na poluotoku Hoamoal.
Dijalekti su mu asilulu, ureng i negeri lima (lima, henalima) koji nose imena po selima.

## Vanjske poveznice
- Ethnologue (14th)
- Ethnologue (15th)